# Witvleugeltreurduif
De witvleugeltreurduif (Zenaida asiatica) leeft in het woestijnachtige zuidwesten van de Verenigde Staten tot in het noorden van Chili.

## Verspreiding en leefgebied
Duiven die in de VS in de staten Californië, Nevada, Arizona en New Mexico broeden, trekken in de winter naar Mexico en Midden-Amerika. Een deel van de populatie, vooral die in  Florida overwintert in de Verenigde Staten.
De soort telt drie ondersoorten:
- Z. a. mearnsi: de zuidwestelijke Verenigde Staten en westelijk Mexico.
- Z. a. asiatica: van de zuidelijke Verenigde Staten tot Nicaragua en West-Indië.
- Z. a. australis: westelijk Costa Rica en westelijk Panama.

## Status
De grootte van de populatie wordt geschat op 19 miljoen volwassen vogels. Op de Rode lijst van de IUCN heeft deze soort de status niet bedreigd.